# Robert Anthony Salvatore

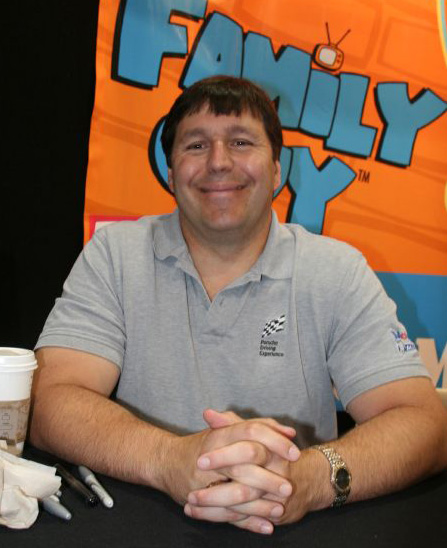
R. A. Salvatore

Robert Anthony Salvatore (n. 20 ianuarie 1959, Leominster, Massachusetts), care a scris sub pseudonimul R. A. Salvatore, este un autor american cel mai bine cunoscut pentru The DemonWars Saga,romanele sale din seria Forgotten Realms (în care a creat un personaj celebru Drizzt Do'Urden) și Vector Prime (primul roman din seria Star Wars: The New Jedi Order).

## Opere (selecție)

### Forgotten Realms
Prezentate în ordinea publicării

#### The Icewind Dale Trilogy
(ulterioare cronologic trilogiei The Dark Elf)
- The Crystal Shard (1988) (între 1351DR și 1356DR)
- Streams of Silver (1989) (1356DR)
- The Halfling's Gem (1990) (între 1356DR și 1357DR)

#### The Dark Elf Trilogy
(cronologic înainte de trilogia Icewind Dale)
- Homeland (1990) (Între 1297DR și 1328DR)
- Exile (1990) (Între 1338DR și 1340DR)
- Sojourn (1991) (Între 1340DR și 1347DR)

#### The Cleric Quintet
- Canticle (1991) (1361DR)
- In Sylvan Shadows (1992) (1361DR)
- Night Masks (1992) (1361DR)
- The Fallen Fortress (1993) (Între 1361DR și 1362DR)
- The Chaos Curse (1994) (1362DR)

#### Legacy of the Drow
- The Legacy (1992) (1357DR)
- Starless Night (1993) (1357DR)
- Siege of Darkness (1994) (1358DR)
- Passage to Dawn (1996) (1364DR)

#### Paths of Darkness
- The Silent Blade (1998) (1364DR)
- The Spine of the World (1999) (Între 1365DR și 1369DR)
- Servant of the Shard (2000) (1366DR) [Acum parte a trilogiei The Sellswords]
- Sea of Swords (2001) (Între 1369DR și 1370DR)

#### The Sellswords
- Servant of the Shard (2000) (1366DR)
- The Promise of the Witch King (2005) (1370DR)
- Road of the Patriarch (2006) (Între 1370DR și 1371DR)

#### The Hunter's Blades Trilogy
- The Thousși Orcs (2002) (1370DR)
- The Lone Drow (2003) (1370DR)
- The Two Swords (2004) (Între 1370DR și 1371DR)

#### War of the Spider Queen
Fiecare roman a fost scris de un alt autor sub îndrumarea lui Salvatore.
- Dissolution (scris de Richard Lee Byers) (2002) (1372DR)
- Insurrection (scris de Thomas M. Reid) (2002) (1372DR)
- Condemnation (scris de Richard Baker) (2003) (1372DR)
- Extinction (scris de Lisa Smedman) (2004) (1372DR)
- Annihilation (scris de Philip Athans) (2004) (1372DR)
- Resurrection (scris de Paul S. Kemp) (2005) (1372DR)

#### Transitions
- The Orc King (septembrie 2007) (1371DR și 1471DR-prolog și epilog)
- The Pirate King (octombrie 2008) (1376 - 1377DR)
- The Ghost King (octombrie 2009) (1385DR)

#### Stone of Tymora
- Stowaway (scris împreună cu fiul său Geno Salvatore) (2008)
- The Shadowmask (scris împreună cu fiul său Geno Salvatore) (noiembrie 2009)
- The Sentinels (scris împreună cu fiul său Geno Salvatore) (2010)

#### Neverwinter
- Gauntlgrym (octombrie 2010) (Între 1409DR și 1462DR)
- Neverwinter Wood (octombrie 2011)

### Alte serii

#### The Spearwielder's Tale
- The Woods Out Back (1993)
- The Dragon's Dagger (1994)
- Dragonslayer's Return (1995)

#### Saga of the First King
- The Highwayman (2004)
- The Ancient (2008)
- The Dame (2009)
- The Bear (2010)

#### SagaThe DemonWars
- The Demon Awakens (1997)
- The Demon Spirit (1998)
- The Demon Apostle (1999)

- Mortalis (2000)
- Ascendance (2001)
- Transcendence (2002)
- Immortalis (2003)

#### Chronicles of Ynis Aielle
- Echoes of the Fourth Magic (terminat în 1987, publicat în 1990)
- The Witch's Daughter (1991)
- Bastion of Darkness (2000)

### SeriaCrimson shadow
- The Sword of Bedwyr (1994)
- Luthien's Gamble (1996)
- The Dragon King (1996)

### Star Wars
- Star Wars Episode II: Attack of the Clones (romanizarea filmului, 2002)

#### Star Wars:The New Jedi Order
- Vector Prime (2000)

### Adaptări pentru romane grafice
- Homeland
- Exile
- Sojourn
- The Crystal Shard
- Streams of Silver
- Trial by Fire (2001)
- The Halfling's Gem
- Eye for an Eye
- Legacy
- Starless Night (Incomplet, doar părțile 1 și 3 publicate)

### Alte romane
- Tarzan: The Epic Adventures.

### Povestiri
- "The First Notch" (în revista Dragon #152, 1989)
- "A Sparkle for Homer" (în Halflings, Hobbits, Warrows, și Weefolk, 1991)
- "Dark Mirror" (în  Realms of Valor, 1993)
- "The Third Level" (în Realms of Infamy, 1994)
- "Guenhwyvar" (în Realms of Magic, 1995)
- "The Coach With Big Teeth" (în Otherwere, 1996)
- "Gods' Law" (în Tales of Tethedril, 1998)
- "Mather's Blood" (în revista Dragon #252, 1998)
- "That Curious Sword" (în Realms of Shadow, 2002)
- "Three Ships" (în Demons Wars: Trial By Fire Comic TP, 2003)
- "Empty Joys" (în The Best of the Realms, 2003)
- "The Dowry" (în The Highwayman, 2004)
- "Wickless In the Nether" (în Realms of Dragons, 2004)
- "Comrades at Odds" (în Realms of the Elves, 2006)
- "If Ever They Happen Upon My Lair" (în Dragons: World Afire, 2006)
- "Bones și Stones" (în Realms of War, 2008)
- "Iruladoon" (în Realms of the Dead, 2010)
- "Hugo Mann's Perfect Soul" (în The Guide to Writing Fantasy and Science Fiction: 6 Steps to Writing and Publishing Your Bestseller, 2010)

### Benzi desenate
- Spooks (co-autori Larry Hama și Ryan Schifrin, desene de Adam Archer, Devil's Due Publishing, 2008)

### Altele
- The Accursed Tower, A 2-a ediție a modulului AD&D
- Demon Stone joc RPG pentru  PS2, Xbox și PC
- În colaborare cu Seven Swords, R A Salvatore a creat the bot chat responses pentru jocul Quake 3 Arena
- Kingdoms of Amalur: Reckoning, un RPG pentru Xbox 360, PS3 și PC Fall, 2011

## Traduceri în limba română
- Atacul clonelor, 2005

### Interviuri
- Questions and Answers with R. A. Salvatore - Hortorian.com Arhivat în 19 iunie 2011, la Wayback Machine. (iunie 2011)
- Interview with Geno and Bob Salvatore at Flames Rising (noiembrie 2009)
- R.A. Salvatore Interview Arhivat în 16 iulie 2009, la Wayback Machine. with Ashton Gage on ProjectFanboy.com (iunie 2008)
- Interview with R.A. Salvatore at SFFWorld.com
- Interview with R. A. Salvatore on wotmania.com
- Interview at Flames Rising (mai 2006)
- Interview at rasalvatore.com
- Interview at Lavender Eyes Arhivat în 27 septembrie 2007, la Wayback Machine. (octombrie 2006)
- Interview with CNN, The Man Who Killed Off Chewbacca Arhivat în 20 iunie 2007, la Wayback Machine.